# Rewas Laghidse

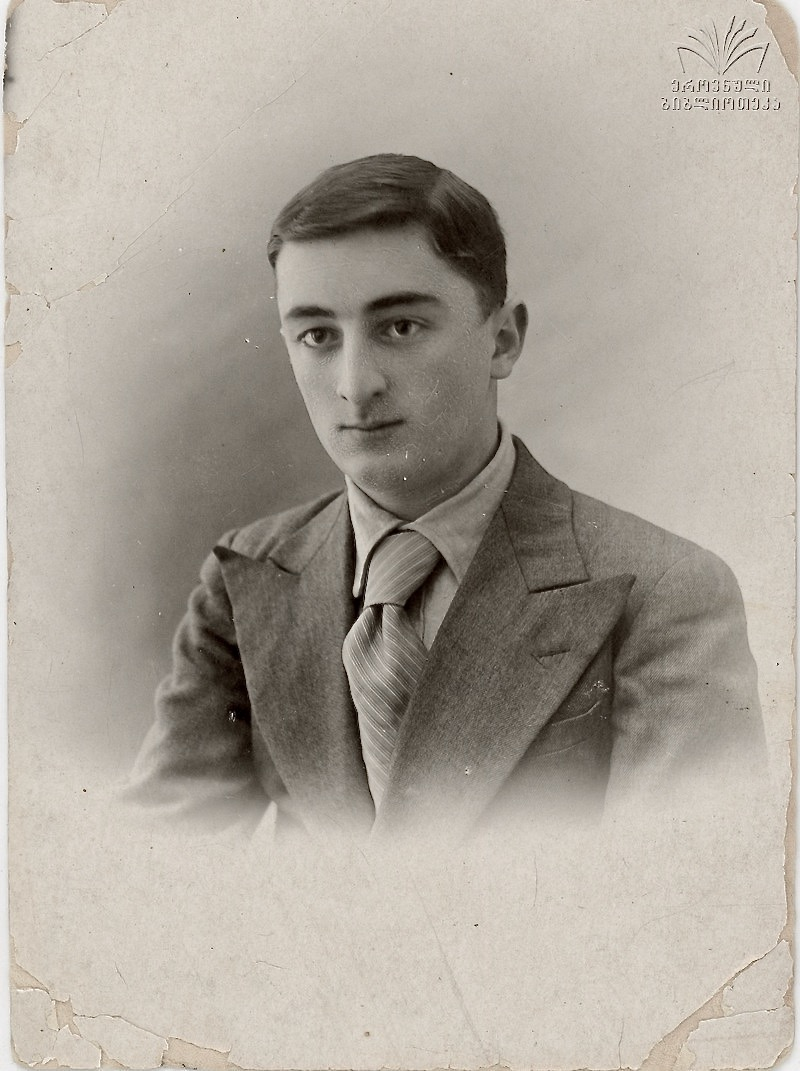
Rewas Laghidse

Rewas Laghidse (georgisch რევაზ ილიას ძე ლაღიძე Rewas Ilias Dse Laghidse; russisch Реваз Ильич Лагидзе Rewas Iljitsch Lagidse, wiss. Transliteration Revaz Il'ič Lagidze; Kurzform des Vornamens auch Rezo, Schreibweise des Nachnamens auch Lagije; * 10. Juli 1921 in Baghdati, später zeitweise Majakowski, Imeretien, Georgische SSR, Sowjetunion; † 16. Oktober 1981 in Tiflis) war ein georgischer Komponist.

## Leben
Laghidse komponierte bereits in der Schulzeit kleine Stücke für Streichquartett und übernahm den Part der ersten Geige. Nach einer Ausbildung bei Luarsab Jaschwili wurde er 1940 auf Empfehlung des Komponisten Dmitri Arakischwili am Konservatorium Tiflis aufgenommen. Dort studierte er Komposition bei Andria Balantschiwadse, dem Bruder von George Balanchine. Im Jahr 1948 machte er sein Examen und absolvierte anschließend eine Aspirantur. Bereits während des Studiums arbeitete er als Geiger in der Georgischen Philharmonie (1941–1945) und im Georgischen Radiosinfonieorchester (1945–1949). Seine erste Musik fürs Kino entstand 1951 für den Dokumentarstreifen Штурм одиннадцати вершин.
In den Jahren 1960 bis 1962 war er als Musikredakteur für Dokumentarfilme tätig. Von 1962 bis zu seinem Tod hatte er den Lehrstuhl für Musik am Pädagogischen Institut Tiflis inne, wo er 1978 zum Professor ernannt wurde, ab 1964 lehrte er zudem am Konservatorium Tiflis. Er starb im Oktober 1981, begraben ist er auf dem Didube Pantheon in Tiflis. Nach ihm benannt sind in der georgischen Hauptstadt u. a. eine Musikschule und ein Stipendium des Pädagogischen Instituts, an dem er gelehrt hat. In der Baratashvili Street erinnert seit 2018 eine Skulptur an den Komponisten.

## Schaffen
Im Mittelpunkt seines Schaffens standen Lieder, zum Teil Bearbeitungen von Liedern aus dem kirchlichen, ländlichen und städtischen Bereich, zum Teil eigene Liedkompositionen für Solostimme, Ensemble oder Chor. Mit einigen dieser Lieder, vor allem mit dem Song about Tbilissi (1959), erreichte er große Popularität. Dieser Song, 1957/58 von Laghidse nach Worten von Pjotr Grusinski für einen Dokumentarfilm über Tiflis komponiert, entwickelte sich unter dem Kurztitel Tbiliso zu einem beliebten Estrada-Schlager, zu einer Art „Hymne der Stadt“ und wurde von zahlreichen prominenten Sängern und Gruppen interpretiert, u. a. vom Ensemble Орэра, von Nani Bregwadse, Wachtang Kikabidse, Sława Przybylska, Yovanna, Waleri Meladse bis hin zu Sopo Chalwaschi und Diana Gurzkaia.
Außerdem schrieb er eine Oper (Lela), musikalische Komödien (Megobrebi – Die Freunde 1950), Operetten (Komble 1957), Kantaten, sinfonische Musik (darunter das Poem Für das Heimatland 1949), Kammer-, Klaviermusik und Romanzen sowie Musik für Theater und Film. Die Oper Lela gilt als Höhepunkt seines Schaffens, sie kam 1974/75 in Tiflis erstmals auf die Bühne und basiert auf Motiven aus dem Schauspiel Monna Vanna des Symbolisten Maurice Maeterlinck. Die Handlung der Oper mit dem Untertitel Eine Legende aus Kolchis spielt, anders als in der Vorlage, im 1. Jahrhundert und erzählt vom Kampf der Georgier gegen die römischen  Eroberer. In seinen weiteren Vokalwerken vertonte er Texte u. a. von Alexander Puschkin, Giorgi Leonidse, Aleksandre Qasbegi, Ilia Tschawtschawadse, Irakli Abaschidse, Wascha-Pschawela und Akaki Zereteli. Laghidses bekanntestes Orchesterwerk ist das sinfonische Gemälde Sachidao (1952), benannt nach einer Volksmusikpraxis, die traditionell bei Wett- und Ringkämpfen ausgeübt wurde.

## Auszeichnungen
Laghidse wurde 1958 mit dem Titel Verdienter Künstler und 1961 mit dem Titel Volkskünstler der Georgischen SSR ausgezeichnet, 1967 mit dem Lenin Komsomol Preis der Republik. Darüber hinaus erhielt er 1975 den Schota-Rustaweli-Staatspreis, 1977 den Staatspreis der UdSSR und postum 1991 den Paliaschwili-Preis.